# Favorite

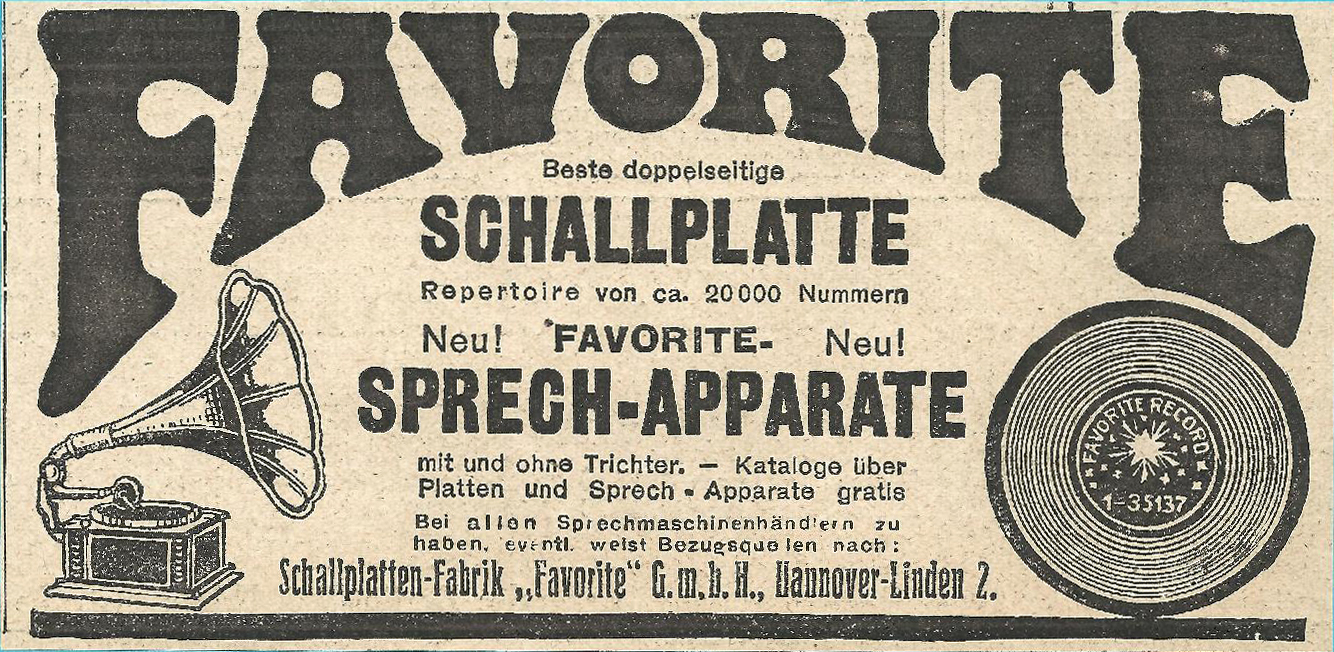
Favorite.

Favorite var ett tyskt skivmärke som startades av Schallplatten-Fabrik-Favorite GmbH (kortform Favorite Werke) i Linden i Hannover 1904. Det övertogs senare av Lindströmkoncernen.
De första skivorna var enkelsidiga i storleken 17,5 cm, men 1906 infördes dubbelsidiga skivor och storlekarna 25 och 30 cm. Varumärket var en femuddig stjärna omgiven av en mängd små stjärnor, men en mängd andra utföranden förekom.
I Sverige gjordes inspelningar i mellan 1905 och 1912 och man spelade även in för de norska och finska marknaderna